# Mine de Rawhide
La mine de Rawhide est une mine à ciel ouvert de charbon située au Wyoming aux États-Unis. Elle a produit approximativement 10 millions de tonnes de charbon.